# 시에라리온

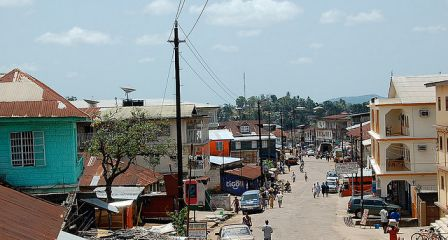

시에라리온 공화국(영어: Republic of Sierra Leone)은 아프리카 대륙 서부 대서양 해안에 위치한 나라이다. 기니, 라이베리아와 국경을 접한다. 시에라리온은 아프리카에서 비교적 작은 나라의 하나로 71,740 km2의 면적이며 인구는 약 6,296,803 명이다.사바나 기후에서 우림까지 범위를 갖는 다양한 환경의 열대 기후를 지니고 있어, 우계에는 고온 다습하다. 프리타운은 수도, 정부의 소재지이자 가장 큰 도시이며, 보는 두 번째로 규모가 큰 도시이다. 인구 10만을 넘는 다른 주요 도시들은 케네마, 코이두, 마케니이다. 시에라리온은 1827년에 설립된, 서아프리카에서 가장 오래된 대학인 포라 베이 컬리지 (Fourah Bay College)와 세계에서 세 번째로 큰 천연 항구 엘리자베스 2세 부두 (Queen Elizabeth II Quay,QE II Quay,Deep Water Quay)가 있다. 이로 인해 ‘서아프리카의 아테네’라고 불린다.
시에라리온의 초기 거주자들은 셰르브로인, 템네인, 림바인, 타이라인, 나중에 로마롱인으로 시에라리온에 알려진 멘데인, 시에라리온의 동쪽에 정착했었던 코노인을 포함한다. 1462년, 지금의 시에라리온을 '사자 산'을 뜻하는 Serra de Leão이라 이름지었던 포르투갈의 탐험가 페르도 다 신트랄이 방문했다. 1833년 영국에서는 성공회 신자인 윌리엄 윌버포스 등의 인도주의자들의 노예 제도 반대 운동으로 노예제도가 금지됨으로써 해방 노예를 식민시켰는데, 그 명분은 해방 노예의 자치국을 만든다는 데 있었으나 실제로는 해방 노예들을 이주시킨 식민지를 특허 회사의 식민지 경영에 이용하고 흑인과 백인을 분리시킨다는 의도가 있었다. 해방노예의 자치령의 이념은 수도 프리타운(Freetown)에 그 면목이 약간 남아 있을 뿐이다. 시에라리온은 이전에 노예였던 아프리카계 미국인들을 위한 집으로서 프리타운이 시에라리온 회사에 의해 설립되었을 때인 1792년까지 대서양 무역의 중요한 중심이 되었다. 1808년, 프리타운은 영국 국왕 식민지 (Crown Colony)가 되었고, 1896년 시에라리온의 내부는 영국의 보호국이 되었고 1961년에 영연방국으로 독립을 하였고, 1971년 공화국을 선포하였다.
17년간 집권한 시아카 스티븐스의 후계자로 1981년 군사령관 조세프 모모가 대통령에 취임했다. 비동맹외교노선을 추구하고 영국과 밀접하다. 산업은 원래 코코야자와 기름야자에 경제적으로 의존하고 있었으나, 근년 다이아몬드, 보크사이트, 철광 등의 산출로 광업국으로 전환하는 과정에 있다. 다이아몬드는 산출고가 33만 9,000캐럿으로 수출의 45%. 무역은 주로 영국과 독일 외 유럽의 나라들, 미국 등을 대상으로 하고 있다. 프리타운은 천연의 양항이며 서아프리카에서 가장 역사가 오랜 푸라 베이대학이 있어 ‘서아프리카의 아테네’라고 불린다. 종교는 부족종교가 성행한다.

## 역사
1961년 4월 27일, 영국으로부터 독립하였다. 1997년 민주 대통령이던 아마드 테잔 카바가 독재자 포다이 상코의 쿠데타로 쫓겨났다가 주변 국가들의 도움으로 다시 복귀했다. 그러나 상코를 지지하는 반군 간의 시에라리온 내전이 일어나 고통을 겪은 적도 있었다.

## 지리
시에라리온은 아프리카 서해안에 접하는데 적도에서 북쪽으로 벗어나 있다. 전체 면적은 71,740 km2이며 기니와 라이베리아에 접한다. 대서양을 끼고 있기도 하다.
서쪽에서부터 시에라리온은 400km에 달하는 해안선이 있고 해양 자원과 아름다운 광경으로 관광객들이 많이 찾는다. 이곳을 벗어나면 낮은 늪지대가 나타나며 열대우림 평원과 농경지가 나타난다.

## 기후
열대기후에 속하며 농업 주기에 적합한 두 절기가 나타난다. 우기는 5월~11월이고 건기는 12월에서 5월이다. 건기 때는 사하라 열풍이 불기도 한다. 수도인 프리타운은 해안 지방에 있는데 시에라 리온 항구에 접해 있으면서 세계에서 세 번째로 큰 자연 항구이다.

## 경제
시에라리온은 1930년에 다이아몬드가 발견된 이래, 다이아몬드 채굴을 기반으로 한 다이아몬드 수출국이다. 시에라리온 특별기업합동은 25년간 다이아몬드의 탐사권을 독점하여 이익의 다수를 정부에 상납하였다. 그러나 동시에 많은 부분의 다이아몬드는 밀수출도 되고 있다. 남서부가 가장 다이아몬드의 매장량이 많은 지역이고, 이것과 관련하여 과거에 내전도 발생하였다. 1991~2002년 내전에 시달린 시에라리온에서는 반군조직 ‘혁명연합전선’이 주민들의 노동력을 착취해 연 평균 1억2,500만달러 어치의 다이아몬드를 생산해 무기 구입자금으로 사용했다. 이는 영화 《블러드 다이아몬드》로도 널리 알려졌다.

## 기아문제
시에라리온의 기아문제는 매우 심각한 상태이다. 매년 아일랜드의 NGO인 컨선월드와이드(Concern Worldwide), 독일의 NGO인 세계기아원조(Welthungerhilfe) 그리고 미국의 연구기관인 국제식량정책연구소(IFPRI)가 협력하여 발표하는 세계기아지수(GHI)에 따르면 2016년 시에라리온의 기아지수는 100점 만점 중 35.0점으로 가장 심각한 기아점수를 기록한 중앙아프리카공화국의 46.1점과 비교해봐도 심각한 수준이다. 이는 조사 대상이었던 118개의 개발도상국 중 112위에 해당하는 수치로 상당한 기아수준을 보여준다고 할 수 있다.

## 사람과 언어
1991년 헌법 90조에 "국회의 업무는 영어로 한다."고 명시하고 있다.

## 종교
이슬람교와 기독교, 그리고 부족 신앙이 공존한다.

## 문화
레오나르도 디카프리오가 주연한 블러드 다이아몬드의 배경이 된 나라이다.

## 외교
대한관계
남북한 수교국으로 대한민국과는 1964년, 조선민주주의인민공화국과는 1973년 수교하였다. 한국은 이 나라에 공관을 설치했으나 현재는 주(駐)나이지리아 공관이 겸직하고 있다.